# Liste der Kulturdenkmäler in Kroppach
In der Liste der Kulturdenkmäler in Kroppach sind alle Kulturdenkmäler der rheinland-pfälzischen Ortsgemeinde Kroppach aufgeführt. Grundlage ist die Denkmalliste des Landes Rheinland-Pfalz (Stand: 21. Dezember 2021).

## Einzeldenkmäler
| Bezeichnung                   | Lage                                            | Baujahr                     | Beschreibung | Bild                           |
| ----------------------------- | ----------------------------------------------- | --------------------------- | --- | ------------------------------ |
| Gasthof                       | Hauptstraße 2 Lage                              | 18. Jahrhundert             | stattlicher Walmdachbau, wohl aus dem 18. Jahrhundert, Seitenflügel aus mehreren Bauabschnitten des 19. Jahrhunderts                                                                    | Fotos hochladen                |
| Hofanlage                     | Helmertalweg 4 Lage                             | Anfang des 19. Jahrhunderts | langgestreckte Einfirstanlage, Fachwerk, verkleidet, Anfang des 19. Jahrhunderts | Fotos hochladen                |
| Evangelische Kirche           | Kirchplatz Lage                                 | frühes 12. Jahrhundert      | ursprünglich einschiffiger Bau, frühes 12. Jahrhundert (oder noch 11. Jahrhundert?), Chor und südliches Seitenschiff 13. Jahrhundert, nördliches Seitenschiff jünger, Westturm von 1835 | weitere Bilder Fotos hochladen |
| Kriegerdenkmal und Grabsteine | Kirchplatz, auf dem aufgelassenen Kirchhof Lage | 18. und 19. Jahrhundert     | Kriegerdenkmal 1870/71, Grabsteine des 18. und 19. Jahrhunderts | weitere Bilder Fotos hochladen |